# Semnopithecus entellus
O langur-cinzento-das-planícies-do-norte (Semnopithecus entellus) é uma das 7 espécies de Semnopithecus. É nativo da Índia, por outro lado também foi introduzido por peregrinos hindus no Bangladesh ao pé do Rio Jalangi.